# Ні слова мамі про смерть няні
Ні слова мамі про смерть няні (англ. Don't Tell Mom the Babysitter's Dead) — американський художній комедійний фільм режисера Стівена Херека.

## Сюжет
П'ятеро дітей залишаються влітку на піклуванні запрошеною няні. Няня виявилася справжньою фурією. Але довго вона не протягнула, і діти отримали довгоочікувану свободу.
Після замітання слідів у них залишається тільки одна турбота — засоби до існування, тому що разом з нянею «пішли» і всі їх гроші.
Слоган фільму: «No rules. No curfews. No baths. No nagging. No pulse»

## Головні ролі
- Крістіна Епплгейт
- Джоанна Кессіді
- Джон Гец
- Джош Чарльз
- Кіт Куган
- Кончетта Томей
- Девід Духовни
- Кіммі Робертсон
- Джейн Брук